# Kid
Kid es un personaje jugable del juego de Squaresoft Chrono Cross. Ella al principio viene a ayudar a Serge cuando es atacado por Karsh, Solt y Peppor en Cape Howl. Dependiendo de la elección del jugador, ella puede unirse al grupo en ese momento, más tarde o nunca durante la duración del juego. Siendo un miembro de la banda de ladrones conocida como Radical Dreamers (los otros miembros no aparecen en el juego), ella es una de los únicos tres personajes que pueden robar objetivos de los enemigos (los otros dos son Fargo y Mel), lo que la convierte en un miembro muy útil del equipo. Sin importar si Kid se une a Serge en Cape Howl o no, lo lleva en dirección a Termina, luego a Viper Manor y por último ante su malvado enemigo Lynx.

## Reclutamiento
Kid ofrece unirse a Serge cerca del principio del juego, pero el jugador puede elegir entre reclutarla en Cape Howl, Termina, Viper Manor, o no reclutarla para nada en todo el juego.

## En otras Dimensiones

### Mundo Hogar
Kid es uno de los pocos personajes de Chrono Cross que no tiene un personaje alternativo en la dimensión paralela. Esto es posible evidencia de que solo haya un "Kid" en todas las dimensiones (más información abajo).

### Radical Dreamers
A pesar de que personajes con los nombres de Serge, Lynx y Riddel aparecen en la secuela de Chrono Trigger, Radical Dreamers, se cree que ellos pertenecen a una dimensión paralelas de las dos dimensiones de Chrono Cross. Sin embargo, en Chronopolis, hay un extracto del juego en un módulo de computadoras. Si este módulo es leído, Kid identifica a esos personajes como sus "viejos amigos", sugiriendo que ella es la misma que el personaje de Radical Dreamers. Algunos sin embargo, argumentan que esto es simplemente un Huevo de Pascua.

## Conexiones conChrono Trigger

### Lucca
Es revelado a fines del juego que Kid fue de hecho criada en un orfanato perteneciente a la científica genio de Chrono Trigger, Lucca. Kid aprende su última Técnica Tech introduciendo la contraseña de una máquina inventada por el padre de Lucca, Taban, lo cual también sucede en Chrono Trigger durante el viaje al pasado de Lucca. La contraseña en ambos casos es el nombre de la madre de Lucca, Lara, que en Chrono Trigger se activaba pulsando las teclas L, A, R, A del control del Snes y en Chrono Cross L1, X, R1, X del de la PlayStation.
La segunda Técnica Tech de Kid es un tributo a la Técnica Dual entre Lucca y Frog en Chrono Trigger.

### Schala
A fines del juego, es revelado que Kid es de hecho la hija-clon de Schala. Durante la caída de Zeal, Schala fue lanzada a la dimensión de Lavos. Se volvió uno con el parásito alienígena como el  Devorador del Tiempo. Cuando Schala oye el lamento de Serge en 1010 A.D. cuando este es ahogado por Lynx, asexualmente da a luz a un clon de ella misma, parecido a la forma en que Lavos crea Engendros de Lavos. Lucca encuentra este bebé y lo cría en su orfanato. Una secuencia en anime añadida a la versión de Chrono Trigger para la Playstation muestra a Lucca hallando a Kid. Kid entonces se une a Serge en su aventura en Chrono Cross, y luego viaja en el tiempo para salvarlo de ser ahogado por Lynx. Es frecuentemente discutido que luego de los eventos de Chrono Cross, Schala se vuelve una con Kid.

## La Conexión Kid-Harle
El juego parece sugerir que alguna extraña conexión existe entre Harle y Kid. Por ejemplo, cierta "adivinadora de fortunas" en Termina da lecturas personalizadas para cada uno de los personajes jugables. Sin embargo, le da a ambas idénticamente la misma lectura. Además, las dos se parecen entre sí. Las secuencias de video del juego muestra acercamientos a las caras de ambas, y parecería que ambas tienen caras idénticas si Harle no tuviera todo el maquillaje para enmascararla.
Finalmente, muchos de los personajes importantes en algún punto del juego conocen a su otro yo, pero ni Harle ni Kid los conocen cuando pasan por entre las dos dimensiones alternativas. Esto parece sugerir que Harle puede ser el otro yo de Kid en la otra dimensión. Esta teoría parece negar la trama en el punto que dice que Harle era una creación de los dragones y que Kid era la hija-clon de Schala. Sin embargo, uno puede argumentar que ya que el Devorador del Tiempo asimiló al Dios Dragón (quien creó a Harle) y a Schala (quien creó a Kid), que son meramente dos caras de una misma moneda. Es notable que aparentemente Harle es dos años mayor que Kid. Al final, la coincidencia puede ser eso, o un dispositivo usado para enfatizar más la oposición entre los dos equipos del juego, Serge-Kid y Lynx-Harle.

## Fortuna
"En tus ojos, percibo... la mirada de una bella y la mirada de

una bestia. ¡Sé consciente de no traer tu propio final, mi querida! ¡Un sueño yace en

espera, preparado para engullirte!"
- Datos: Q11687161